# Carson Jones
Carson Jones (Oklahoma City, Estados Unidos; 19 de agosto de 1986 – ibidem, 1 de marzo de 2025) fue un boxeador profesional estadounidense de las categorías de peso wélter y peso superwélter.

## Carrera
Jones inició su carrera profesional a los 18 años el 5 de octubre de 2004 con una victoria por TKO sobre Sheldon Mosley. Inició en el peso wélter ligero donde su récord fue de 23-7-1(15 KOs) hasta el 2009. Su primer derrota fue por decisión unánime ante Favio Media (7-1-2) con quien previamente había conseguido un empate.
Después de cumplir los 20 años Jones enfrentó a Alfonso Gómez en el ARCO Arena en Sacramento, California el 25 de agosto de 2006. Durante la pelea Gómez presionó agresivamente a Jones, y terminó ganando de manera polémica por TKO en el octavo asalto. Jones claramente no estaba para continuar con la pelea y el réferi la detuvo.
El 6 de febrero de 2009 Jones enfrentó a Jesus Soto Karass en el Maywood Activity Center en Maywood, California. Aunque Karass consiguió dos caídas en el 3° round, la pelea fue muy competitiva. Karass pudo haber ganado por decisión unánime pero le quitaron puntos por golpear a Jones detrás de la cabeza.
Jones luego enfrentó a Tyrone Brunson el 4 de diciembre de 2009 en el Chumash Casino en Santa Ynez, California. Brunson había conseguido un récord de 20 knockouts en sus primeras 21 peleas como profesional pero el nivel de su oposición era debatible. En el tercer round Jones expuso a Brunson en donde evidenció su poca habilidad con un combo de golpes, haciéndolo caer por primera vez a la lona. Jones continuó golpeando agresivamente a Brunson hasta que la pelea fue parada por TKO.
Jones en 2009 decidió cambiar de entrenador y para 2010 empezó a pelear en la categoría de peso wélter. Consiguió un récord de 13-2-1 (8 KOs) desde 2010 con una derrota por decisión dividida y otra por decisión mayoritaria.
Carson enfrentó a Said Ouali el 17 de septiembre de 2011 en el MGM Grand en Las Vegas como parte de la cartelera de Floyd Mayweather Jr. vs. Victor Ortiz. Luego de 7 rounds competitivos, Jones frenó a Ouali luego de cerrarle el ojo derecho de un golpe. Jones a partir de ahí lideró las tarjetas, además de apuntarse una caída en el 4° round.
Jones luegó venció a Ricardo Williams Jr por TKO en el cuarto round en el Remington Park en su natal Oklahoma City, Oklahoma el 15 de diciembre de 2011. Williams venía de una gran participación en Sídney 2000 donde ganó la medalla de plata en la categoría de peso superwélter. 
El 7 de julio de 2012 Jones y Kell Brook tuvieron una guerra en el Motorpoint Arena en Sheffield, Reino Unido. La pelea fue titulada como "Edge of Glory" por la IBF donde se disputó el título de peso wélter en donde Brook llegó invicto ante Jones en su primera pelea ante un rival fuera de Europa. Jones mantuvo la calma en la primera mitad de la pelea, lo que causó que su oponente se fuera con ventaja en los primeros seis rounds. En la segunda mitad de la pelea Carson aumentó la presión y le quebró la nariz a Brook, luego atacó su cuerpo, y ganó por decisión mayoritaria en los últimos seis rounds. A pesar del esfuerzo, Brook ganó por decisión mayoritaria.
La determinación de Jones y el giro que dio la pelea dio como resultado que en 2012 fuera declarada como la Overseas Fighter of the Year por la British Boxing Board of Control.

## Muerte
El 1 de marzo de 2025 fue anunciado que Carson murió por complicaciones de una cirugía gastrointestinal en su natal Oklahoma City a los 38 años.

## Récord
| 44 Victorias (32 knockouts, 12 decisiones), 13 Derrotas 3 Empates |         |                        |      |               |            |                                                               |                                                               |
| Res.                                                              | Récord  | Rival                  | Tipo | Rd., Tiempo   | Fecha      | Sede                                                          | Notas                                                         |
| No Derrota                                                        | 40-13-3 | Ted Cheeseman          | UD   | 10            | 2018-02-03 | The O2 Arena, Londres, Inglaterra                             |                                                               |
| No Derrota                                                        | 40-12-3 | Antonio Margarito      | TD   | 7 (10), 3:00  | 2017-09-02 | Gimnasio Manuel Bernardo Aguirre, Chihuahua City, México      |                                                               |
| Sí Victoria                                                       | 40-11-3 | Ben Hall               | TKO  | 6 (10)        | 2016-11-26 | Wembley Arena, Londres, Inglaterra                            |                                                               |
| Sí Victoria                                                       | 39-11-3 | Starr Johnson          | KO   | 2 (8)         | 2016-08-20 | Wisconsin Center, Milwaukee, Wisconsin                        |                                                               |
| Sí Victoria                                                       | 38-11-3 | Mikel Williams         | TKO  | 3 (6)         | 2016-04-30 | Remington Park, Oklahoma City, Oklahoma                       |                                                               |
| No Derrota                                                        | 37-11-3 | Brian Rose             | UD   | 12            | 2015-08-01 | Craven Park, Hull, Yorkshire, Inglaterra                      |                                                               |
| Sí Victoria                                                       | 37-10-3 | Brian Rose             | TKO  | 1 (12)        | 2015-02-14 | Winter Gardens, Blackpool, Lancashire, Inglaterra             |                                                               |
| Sí Victoria                                                       | 36-10-3 | Shannon Miller         | KO   | 3 (12)        | 2014-09-27 | OKC Downtown Airpark, Oklahoma City, Oklahoma, Estados Unidos |                                                               |
| No Derrota                                                        | 35-10-3 | Kell Brook             | TKO  | 8 (10), 1:07  | 2013-07-13 | Craven Park, Hull, Yorkshire, Inglaterra                      |                                                               |
| Sí Victoria                                                       | 35-9-3  | Travis Hartman         | KO   | 3 (6), 1:23   | 2013-04-25 | Hyatt Regency Hotel, Tulsa, Oklahoma                          |                                                               |
| Empate                                                            | 34-9-3  | Dean Byrne             | PTS  | 8             | 2012-12-08 | Olympia, Kensington, Londres, Inglaterra                      |                                                               |
| No Derrota                                                        | 34-9-2  | Kell Brook             | MD   | 12            | 2012-07-07 | Motorpoint Arena, Sheffield, Inglaterra                       |                                                               |
| Sí Victoria                                                       | 34-8-2  | Allen Conyers          | TKO  | 9 (12), 0:25  | 2012-04-26 | Hyatt Regency Hotel, Tulsa, Oklahoma                          | Defendió el título wélter de la USBA                          |
| Sí Victoria                                                       | 33-8-2  | Ricardo Williams Jr.   | TKO  | 4 (12)        | 2011-12-15 | Remington Park, Oklahoma City, Oklahoma                       | Defendió el título wélter de la USBA                          |
| Sí Victoria                                                       | 32-8-2  | Said Ouali             | RTD  | 7 (19), 3:00  | 2011-09-17 | MGM Grand, Paradise, Nevada                                   |                                                               |
| Sí Victoria                                                       | 31-8-2  | Germaine Sanders       | TKO  | 6 (8), 2:05   | 2011-07-09 | Remington Park, Oklahoma City, Oklahoma                       |                                                               |
| Sí Victoria                                                       | 30-8-2  | Michael Clark          | TKO  | 2 (12), 1:53  | 2011-05-05 | Crowne Plaza Hotel, Tulsa, Oklahoma                           | Ganó el título wélter vacante de la USBA                      |
| Sí Victoria                                                       | 29-8-2  | Rahman Yusubov         | TKO  | 4 (8), 2:05   | 2010-12-10 | Remington Park, Oklahoma City, Oklahoma                       |                                                               |
| Sí Victoria                                                       | 28-8-2  | Donovan Castaneda      | TKO  | 1 (8)         | 2010-12-10 | Memorial Hall, Kansas City, Kansas                            |                                                               |
| Sí Victoria                                                       | 27-8-2  | Roberto Valenzuela     | TKO  | 5 (6), 1:17   | 2010-11-09 | Remington Park, Oklahoma City, Oklahoma                       |                                                               |
| No Derrota                                                        | 26-8-2  | Rogerio Pereira        | SD   | 10            | 2010-09-10 | Memorial Hall, Kansas City, Kansas                            | Perdió el título wélter mediano de la NABA                    |
| Sí Victoria                                                       | 26-7-2  | Jason LeHoullier       | TKO  | 9(10), 0:51   | 2010-04-22 | Crowne Plaza Hotel, Tulsa, Oklahoma                           | Ganó el título vacante wélter ligero de la NABA               |
| Empate                                                            | 25-7-2  | Delray Raines          | MD   | 6             | 2010-03-19 | Choctaw Gaming Center, Durant, Oklahoma                       |                                                               |
| Sí Victoria                                                       | 25-7-1  | Eloy Suarez            | UD   | 5             | 2010-01-28 | Coca-Cola Center, Oklahoma City, Oklahoma                     |                                                               |
| Sí Victoria                                                       | 24-7-1  | Tyrone Brunson         | TKO  | 3 (10), 2:39  | 2009-12-04 | Chumash Casino, Santa Ynez, California                        |                                                               |
| Sí Victoria                                                       | 23-7-1  | Jose Adelaydo Gonzalez | UD   | 8             | 2009-10-24 | Kay John Hammonds Center, Joplin, Missouri                    |                                                               |
| NC                                                                | 22-7-1  | Eloy Suarez            | ND   | 5             | 2009-08-25 | Remington Park, Oklahoma City, Oklahoma                       |                                                               |
| Sí Victoria                                                       | 22-7-1  | Steve Walker           | TKO  | 3 (6), 0:44   | 2009-07-25 | Kay Yeager Coliseum, Wichita Falls, Texas                     |                                                               |
| Sí Victoria                                                       | 21-7-1  | Michi Munoz            | TKO  | 10 (12), 1:00 | 2009-05-07 | Crowne Plaza Hotel, Tulsa, Oklahoma                           | Ganó el título vacante wélter ligero WBC Continental Americas |
| Sí Victoria                                                       | 20-7-1  | Dan Wallace            | TKO  | 4 (6), 1:43   | 2009-03-28 | Buffalo Run Casino, Miami, Oklahoma                           |                                                               |
| Sí Victoria                                                       | 19-7-1  | Mike McGuire           | TKO  | 2 (6), 2:29   | 2009-03-12 | First Council Casino, Newkirk, Oklahoma                       |                                                               |
| No Derrota                                                        | 18-7-1  | Jesus Soto Karass      | UD   | 10            | 2009-02-06 | Maywood Activity Center, Maywood, California                  |                                                               |
| Sí Victoria                                                       | 18-6-1  | Alexis Division        | TKO  | 3 (8) 1:37    | 2009-01-16 | Million Dollar Elm Casino, Tulsa, Oklahoma                    |                                                               |
| Sí Victoria                                                       | 17-6-1  | Shaun Hinkle           | TKO  | 2 (4) 0:50    | 2008-11-24 | Remington Park, Oklahoma City, Oklahoma                       |                                                               |
| Sí Victoria                                                       | 16-6-1  | Donovan Castaneda      | UD   | 8 (8)         | 2008-09-20 | Cox Convention Center, Oklahoma City, Oklahoma                |                                                               |
| Sí Victoria                                                       | 15-6-1  | John Huskey            | TKO  | 2 (4), 2:35   | 2008-07-22 | Remington Park, Oklahoma City, Oklahoma                       |                                                               |
| Sí Victoria                                                       | 14-6-1  | Jose Adelaydo Gonzalez | UD   | 10            | 2008-04-18 | Buffalo Run Casino, Miami, Oklahoma                           |                                                               |
| No Derrota                                                        | 13-6-1  | Chris Gray             | UD   | 6             | 2008-01-19 | Emerald Queen Casino, Tacoma, Washington                      |                                                               |
| Sí Victoria                                                       | 13-5-1  | Jose Adelaydo Gonzalez | MD   | 6             | 2008-01-04 | Million Dollar Elm Casino, Tulsa, Oklahoma                    |                                                               |
| No Derrota                                                        | 12-5-1  | Roberto Garcia         | UD   | 10            | 2007-06-08 | Livestock Showground, Mercedes, Texas                         |                                                               |
| No Derrota                                                        | 12-4-1  | Freddy Hernández       | SD   | 10            | 2006-10-27 | Feather Falls Casino, Oroville, California                    |                                                               |
| No Derrota                                                        | 12-3-1  | Alfonso Gomez          | TKO  | 8 (8), 2:28   | 2006-08-25 | ARCO Arena, Sacramento, California                            |                                                               |
| Sí Victoria                                                       | 12-2-1  | Justin Flanagan        | UD   | 4             | 2006-07-21 | Million Dollar Elm Casino, Tulsa, Oklahoma                    |                                                               |
| Sí Victoria                                                       | 11-2-1  | Jeff Carpenter         | TKO  | 3 (4), 1:17   | 2006-06-15 | Coeur d'Alene Casino, Worley, Idaho                           |                                                               |
| Sí Victoria                                                       | 10-2-1  | Brad Hill              | KO   | 1 (4), 1:48   | 2006-05-06 | Farmers Market, Oklahoma City, Oklahoma                       |                                                               |
| Sí Victoria                                                       | 9-2-1   | Adam Capo              | TKO  | 3 (6), 2:16   | 2006-04-26 | Buffalo Run Casino, Miami, Oklahoma                           |                                                               |
| No Derrota                                                        | 8-2-1   | Luciano Perez          | TKO  | 6 (8), 2:37   | 2006-02-17 | Cicero Stadium, Cicero, Illinois                              |                                                               |
| Sí Victoria                                                       | 8-1-1   | Julian Townsend        | MD   | 6             | 2006-02-02 | Henry Fonda Theater, Los Angeles, California                  |                                                               |
| Sí Victoria                                                       | 7-1-1   | Keon Johnson           | UD   | 6             | 2005-11-18 | Radisson Star Plaza, Merrillville, Indiana                    |                                                               |
| No Derrota                                                        | 6-1-1   | Favio Medina           | UD   | 6             | 2005-10-27 | Coeur d'Alene Casino, Worley, Idaho                           |                                                               |
| Sí Victoria                                                       | 6-0-1   | Verdell Smith          | UD   | 4             | 2005-10-04 | Gaillardia Country Club, Oklahoma City, Oklahoma              |                                                               |
| Sí Victoria                                                       | 5-0-1   | Donovan Castaneda      | SD   | 4             | 2005-08-02 | Union Station, Kansas City, Missouri                          |                                                               |
| Sí Victoria                                                       | 4-0-1   | Larry Cunningham       | TKO  | 1 (4), 3:00   | 2005-07-22 | El 2002 Club, Oklahoma City, Oklahoma                         |                                                               |
| Empate                                                            | 3-0-1   | Favio Medina           | D    | 4             | 2005-06-16 | Coeur d'Alene Casino, Worley, Idaho                           |                                                               |
| NC                                                                | 3-0     | Kyle Sherman           | ND   | 4             | 2005-04-15 | El 2002 Club, Oklahoma City, Oklahoma                         |                                                               |
| Sí Victoria                                                       | 3-0     | Steve Vincent          | TKO  | 2             | 2005-01-13 | Heart of St. Charles Banquet Center, Saint Charles, Missouri  |                                                               |
| Sí Victoria                                                       | 2-0     | David Molton           | TKO  | 1             | 2004-12-10 | Centro de Espectáculos El 2002, Oklahoma City, Oklahoma       |                                                               |
| Sí Victoria                                                       | 1-0     | Sheldon Mosley         | TKO  | 4             | 2004-10-05 | Gaillardia Country Club, Oklahoma City, Oklahoma              |                                                               |